# Lithopythium gangliiforme
Lithopythium gangliiforme är en svampart som beskrevs av Bornet & Flahault 1891. Lithopythium gangliiforme ingår i släktet Lithopythium, klassen Dothideomycetes, divisionen sporsäcksvampar och riket svampar.   Inga underarter finns listade i Catalogue of Life.